# Canton de Saint-Savin (Vienne)
Pour les articles homonymes, voir Canton de Saint-Savin.
Le canton de Saint-Savin est un ancien canton français situé dans le département de la Vienne et la région Poitou-Charentes.

## Géographie
Ce canton était organisé autour de Saint-Savin dans l'arrondissement de Montmorillon. Son altitude varie de 63 m (Angles-sur-l'Anglin) à 148 m (Antigny) pour une altitude moyenne de 103 m.

## Représentation

### Conseillers généraux de 1833 à 2015
| Période | Période      | Identité                                 | Étiquette                | Qualité |
| ------- | ------------ | ---------------------------------------- | ------------------------ | --- |
| 1833    | 1836         | François Audiguier (1784-1869)           |                          | Propriétaire, maire de Saint-Savin |
| 1836    | 1845         | Jules Moreau                             |                          | Maire de Saint-Germain |
| 1845    | 1861 (décès) | Félix Augier de Moussac                  |                          | Propriétaire à Paris et à La Rochelle ancien lieutenant aide-de-camp Maire de Saint-Savin                                                           |
| 1861    | 1877         | Comte William Enguerrand Randon de Pully | Droite                   | Propriétaire à Saint-Pierre-de-Maillé (château de Puygirault)                                                                                       |
| 1877    | 1889         | Baron Maurice Demarçay                   | Républicain              | Propriétaire agricole Député (1881-1885 et 1889-1900 Sénateur (1900-1907)                                                                           |
| 1889    | 1895         | Baron Fernand Pastoureaux du Puynode     | Monarchiste              | Maire d'Antigny (1884-1896) |
| 1895    | 1912 (décès) | Alcide Blanchard                         | Rad.                     | Agriculteur et négociant Maire de Saint-Germain Député (1910-1912)                                                                                  |
| 1912    | 1925         | Léon Caillon                             | Rad.                     | Notaire - Maire de Saint-Savin (1906-1925) |
| 1925    | 1931         | Clément Desvignes                        | SFIO                     | Retraité Conseiller municipal de Saint-Savin |
| 1931    | 1940         | Adrien André                             | Rad.                     | Exploitant agricole Maire de Béthines, conseiller d'arrondissement Député (1928-1936) Sénateur (1936-1944)                                          |
|         |              |                                          |                          | |
| 1943    | 1945         | René Robin                               |                          | Président de la délégation spéciale de Saint-Pierre-de-Maillé Nommé conseiller départemental en 1943 Président du Conseil départemental (1943-1945) |
|         |              |                                          |                          | |
| 1945    | 1958         | Adrien André                             | Rad.                     | Exploitant agricole Maire de Béthines Député (1928-1936 et 1951-1958) Sénateur (1936-1944)                                                          |
| 1958    | 1982         | Fernand Chaussebourg                     | MRP puis CD puis UDF-CDS | secrétaire administratif du groupe MRP puis du groupe Centriste à l’Assemblée nationale                                                             |
| 1982    | 1988         | Jean Gabette                             | RPR                      | Médecin Maire de Saint-Savin |
| 1988    | 2015         | Michel Brouard                           | PCF                      | Professeur de mathématiques Maire de Saint-Savin (1989-2008)                                                                                        |

### Conseillers d'arrondissement (de 1833 à 1940)
Le canton de Saint-Savin avait deux conseillers d'arrondissement.
| Période                                  | Période      | Identité                                         | Étiquette    | Qualité |
| ---------------------------------------- | ------------ | ------------------------------------------------ | ------------ | --- |
| 1833                                     | 1836         | Jacques Jules Moreau (1802-1858)                 |              | Propriétaire, maire de Saint-Germain                                                                        |
| 1833                                     | 1862 (décès) | Baron Charles Pastoureaux du Puynode (1789-1862) |              | Propriétaire du château des Certeaux, maire d'Angles-sur-l'Anglin                                           |
| 1836                                     | 1848         | Philippe Genet (1799-1874)                       |              | Maire d'Antigny                                                                                             |
|                                          |              |                                                  |              | |
|                                          | 1903 (décès) | Alexandre Lucien Lhéritier (1821-1903)           |              | Architecte, Saint-Pierre-de-Maillé                                                                          |
| 16 août 1903                             | 1910         | Gaston Guillebault                               | Progressiste | Ancien huissier, conseiller municipal de Saint-Savin                                                        |
| 1910                                     | 1919         | Guy Vitelay                                      | Radical      | Conseiller municipal de Saint-Savin                                                                         |
| 1919                                     | 1922         | Louis Raison                                     | Républicain  | Maire de Saint-Pierre-de-Maillé                                                                             |
| 1922                                     | 1928         | Gaston Guillebault                               | SFIO         | Ancien huissier                                                                                             |
| 1928                                     | 1931         | Adrien André                                     | Radical      | Exploitant agricole, maire de Béthines                                                                      |
| 1931                                     | 1940         | Louis Raison                                     | Radical      | Maire de Saint-Pierre-de-Maillé                                                                             |
| 1940                                     |              |                                                  |              | Les conseils d'arrondissement ont été suspendus par la loi du 12 octobre 1940 et n'ont jamais été réactivés |
| Les données manquantes sont à compléter. |              |                                                  |              | |

## Composition
| Nom                     | Code Insee | Intercommunalité       | Superficie (km2) | Population (dernière pop. légale) | Densité (hab./km2) |
| ----------------------- | ---------- | ---------------------- | ---------------- | --------------------------------- | ------------------ |
| Saint-Savin (chef-lieu) | 86246      | CC Vienne et Gartempe  | 18,80            | 889 (2014)                        | 47                 |
| Angles-sur-l'Anglin     | 86004      | CA Grand Châtellerault | 14,75            | 384 (2014)                        | 26                 |
| Antigny                 | 86006      | CC Vienne et Gartempe  | 43,93            | 569 (2014)                        | 13                 |
| Béthines                | 86025      | CC Vienne et Gartempe  | 37,02            | 477 (2014)                        | 13                 |
| La Bussière             | 86040      | CC Vienne et Gartempe  | 32,09            | 323 (2014)                        | 10                 |
| Nalliers                | 86175      | CC Vienne et Gartempe  | 16,03            | 310 (2014)                        | 19                 |
| Saint-Germain           | 86223      | CC Vienne et Gartempe  | 20,23            | 942 (2014)                        | 47                 |
| Saint-Pierre-de-Maillé  | 86236      | CC Vienne et Gartempe  | 74,89            | 882 (2014)                        | 12                 |
| Villemort               | 86291      | CC Vienne et Gartempe  | 4,42             | 106 (2014)                        | 24                 |

## Démographie
| 1962  | 1968  | 1975  | 1982  | 1990  | 1999  | 2006  | 2011  | 2012  |
| ----- | ----- | ----- | ----- | ----- | ----- | ----- | ----- | ----- |
| 7 263 | 6 908 | 6 359 | 5 812 | 5 533 | 5 216 | 5 058 | 4 982 | 4 915 |

La chute démographique constatée s’inscrit dans un vieillissement des populations du sud-est du département. C’est aussi une problématique qui s’inscrit dans une région plus vaste et qui a un impact sur les départements voisins : ainsi, si la part des + 60 ans dans le département de la Vienne atteint 23,2 %, il est de 32,7 % dans le département de la Creuse, 29 % dans le département de l'Indre et 26,3 % pour le département de la Charente.

## Sources
1. ↑  « Ministère de la culture - Base Léonore », sur culture.gouv.fr (consulté le 12 octobre 2023).
2. ↑  « Journal officiel de la République française. Lois et décrets » , sur Gallica, 13 juin 1912 (consulté le 3 septembre 2020).
3. ↑  « Journal officiel de la République française. Lois et décrets » , sur Gallica, 17 avril 1943 (consulté le 3 septembre 2020).
4. ↑  « EUArchives - Interview », sur Wikiwix (consulté le 2 juin 2023).
5. ↑  Structure de la population du canton de 1968 à l'année de la dernière population légale connue
6. ↑  Fiches Insee - Populations légales du canton pour les années 2006, 2011, 2012
7. ↑  Etude de KPMG pour le Conseil Général de la Vienne : FuturS en Vienne – diagnostic – novembre 2009